# Giuseppe Perletto
Giuseppe Perletto (Dolcedo, 2 maggio 1948) è un ex ciclista su strada italiano.
Professionista dal 1972 al 1979, ottenne undici successi, fra i quali tre tappe al Giro d'Italia e una alla Vuelta a España. Partecipò otto volte al Giro e due alla Vuelta, terminandoli tutti.

## Carriera
Perletto si mise in mostra già nel 1971 da dilettante, quando arrivò secondo nel Giro d'Italia dilettanti, battuto solo da Francesco Moser.
Passato professionista nel 1972 presso le file della Zonca, sfiorò più volte il successo nella stagione d'esordio: fu secondo nella terza tappa del Giro di Sardegna (che concluse quarto nella generale) e terzo in due corse in linea, il Grand Prix de Cannes e il Giro di Toscana. In quella prima stagione si distinse anche in altre prove del panorama italiano: decimo nel Trofeo Laigueglia, nono al Gran Premio Città di Camaiore e nella Tre Valli Varesine, quarto nel Gran Premio di Prato.
Dopo un 1973 in cui ottenne ancora diversi piazzamenti, un settimo posto al Giro del Piemonte, un quinto al Giro della Provincia di Reggio Calabria e un sesto al Giro di Toscana, balzò agli onori della cronaca nel Giro d'Italia 1974 quando colse la sua prima affermazione da professionista, al termine della quattordicesima tappa con arrivo nella città ligure di Sanremo. Scattato in fuga con Wladimiro Panizza e altri tre corridori, Perletto rimase per tutta la fuga alla ruota di Panizza, scattando solo per prendere i punti dei gran premi della montagna. Panizza riuscì pian piano a vincere la resistenza di tutti gli avversari e in ultimo proprio di Perletto; tuttavia, a causa di una curva presa male, cadde rovinosamente danneggiando manubrio e cambio. Riuscito a evitare lui stesso la caduta, Perletto arrivò solitario e vincente al traguardo di Sanremo. Nella stessa stagione vinse anche la sua prima e unica corsa a tappe, la prova svizzera Attraverso Losanna, conquistando anche la seconda tappa. Concluse la stagione arrivando nuovamente settimo al Giro del Piemonte, quarto al Giro del Veneto, nono al Giro dell'Emilia e quarto nel Giro di Lombardia.
Nel 1975 vinse una "classica" del panorama ciclistico italiano, il Giro della Provincia di Reggio Calabria, e sfiorò il successo al Giro d'Italia, arrivando secondo nella quattordicesima tappa e terzo nella veunesima che presentava l'arrivo del Passo dello Stelvio. Ottenne inoltre il suo miglior risultato nella classifica generale di un Grande Giro, arrivando quinto. Concluse sul podio nuovamente la Attraverso Losanna, ma questa volta sul gradino più basso.
Nel 1976 vinse due prove, la prima tappa della Tirreno-Adriatico e la seconda della Setmana Catalana, battendo in quest'ultima occasione Eddy Merckx e chiudendo la corsa al terzo posto della generale. Nel 1977 vinse una tappa alla Vuelta a España, che concluse al venticinquesimo posto finale, e una al Giro d'Italia, entrambe con arrivo in salita. Si aggiudicò anche una tappa nella Volta Ciclista a Catalunya, fu nono al Giro di Lombardia e ottavo nel Giro del Lazio.
Nel 1978 vinse un'altra prova del panorama italiano, il Giro di Toscana, davanti a Pierino Gavazzi e Giuseppe Martinelli e si aggiudicò la diciottesima tappa del Giro d'Italia, nuovamente davanti a Gavazzi e Moser; fu inoltre ancora terzo nell'Attraverso Losanna. Chiuse la carriera nel 1979.

## Palmarès
- 1970 (dilettanti)

Montecarlo-Alassio
1ª tappa Tour de Bretagne
- 1971 (dilettanti)

Coppa Mobilio Ponsacco
- 1972 (dilettanti)

Milano-Tortona
- 1974 (Sammontana, tre vittorie)

2ª tappa Attraverso Losanna
Classifica generale Attraverso Losanna
14ª tappa Giro d'Italia (Pietra Ligure > Sanremo)
- 1975 (Magniflex, una vittoria)

Giro della Provincia di Reggio Calabria
- 1976 (Magniflex, due vittorie)

1ª tappa Tirreno-Adriatico (Santa Marinella > Fiuggi)
2ª tappa Setmana Catalana (Torelló > Santuario di San Michele d'Engolasters)
- 1977 (Magniflex, tre vittorie)

17ª tappa Giro d'Italia (Conegliano > Cortina d'Ampezzo)
14ª tappa Vuelta a España (Barcellona > Santa Margarida de Montbui)
7ª tappa, 2ª semitappa Volta Ciclista a Catalunya (Granollers > Sitges)
- 1978

Giro di Toscana
18ª tappa Giro d'Italia (Mezzolombardo > Sarezzo)

## Piazzamenti

### Grandi Giri
- Giro d'Italia

1972: 22º
1973: 55º
1974: 19º
1975: 5º
1976: 20º
1977: 18º
1978: 20º
1979: 30º
- Vuelta a España

1975: 7º
1977: 25º

### Classiche monumento
- Milano-Sanremo

1973: 93º
1974: 103º
1975: 51º
1977: 50º
1978: 91º
1979: 56º
- Giro di Lombardia

1974: 4º
1976: 25º
1977: 9º
1978: 15º